# سيكو كوندي
سيكو كوندي (بالفرنسية: Sékou Condé)‏ هو لاعب كرة قدم غيني في مركز الدفاع، ولد في 9 يونيو 1993 في كوناكري في غينيا. شارك مع منتخب غينيا لكرة القدم. أما مع النوادي، فقد لعب مع أولمبيك دونيتسك ونادي دنيبرو دنيبروبتروفسك.

## وصلات خارجية
- سيكو كوندي على موقع اتحاد أوكرانيا (الإنجليزية)
- سيكو كوندي على موقع قاعدة بيانات كرة القدم.إي يو (الإنجليزية)
- سيكو كوندي على موقع ناشيونال فوتبول تيمز (الإنجليزية)
- سيكو كوندي على موقع Soccerway.com (الإنجليزية)
- سيكو كوندي على موقع عالم كرة القدم.نت (الإنجليزية)